# Franz Sturzkopf
Franz Sturtzkopf (* 3. September 1852 in Hannover; † 27. November 1927 in Weimar) war ein deutscher Maler. 
Sturzkopf war Schüler der Weimarer Malerschule. Seine Lehrer waren Carl Gussow, Charles Verlat und Ferdinand Schauß.
Sturzkopf führte in Weimar die Adresse Kolonialheim Prellerstraße 1. Sturzkopf malte bevorzugt Werkstattinterieurs und Arbeitsdarstellungen aus dem norddeutschen Raum. Er war aber auch wohnhaft in der Hummelstraße 6.

## Werke (Auswahl)
- Schoppen, 1882[6]
- Westfälische Schmiede, 1885
- Lesender Anachorete, 1880.[7]
- Stillleben mit Hummer und Orangen.